# Ромазан Іван Харитонович
Іван Харитонович Ромазан (18 вересня 1935, місто Магнітогорськ, тепер Челябінської області, Росія — 27 липня 1991, місто Магнітогорськ Челябінської області) — радянський державний діяч, генеральний директор Магнітогорського металургійного комбінату Челябінської області. Кандидат у члени ЦК КПРС у 1986—1989 роках. Член ЦК КПРС у 1989—1990 роках. Народний депутат СРСР (1989—1991). Герой Соціалістичної Праці (28.06.1991).

## Життєпис
Народився в родині залізничника. Навчався в школі № 16 міста Магнітогорська.
У 1954 році закінчив Магнітогорський індустріальний технікум Челябінської області, технік-металург.
У 1954—1960 роках — помічник майстра, змінний майстер, диспетчер цеху підготовки складів, секретар комсомольської організації цеху Магнітогорського металургійного комбінату імені Леніна.
У 1960—1965 роках — студент Магнітогорського гірничо-металургійного інституту, інженер-металург.
Член КПРС з 1964 року.
У 1965—1969 роках — заступник начальника цеху з питань побуту, у 1969—1970 роках — заступник начальника відділу постачання, у 1970—1973 роках — заступник начальника виробничого відділу Магнітогорського металургійного комбінату імені Леніна.
У 1973—1980 роках — головний сталеплавильник Магнітогорського металургійного комбінату імені Леніна.
У 1980—1984 роках — головний інженер — заступник директора Нижньотагільского металургійного комбінату імені Леніна Свердловської області.
У квітні 1984 — вересні 1985 року — головний інженер — заступник директора Магнітогорського металургійного комбінату імені Леніна.
У вересні 1985 — 27 липня 1991 року — директор, генеральний директор Магнітогорського металургійного комбінату імені Леніна Челябінської області.
Указом Президента СРСР від 28 червня 1991 року за великий особистий внесок у підвищення ефективності виробництва в умовах технічного переозброєння і реконструкції підприємства Ромазану Івану Харитоновичу присвоєно звання Героя Соціалістичної Праці з врученням ордена Леніна і золотої медалі «Серп і Молот».
Раптово помер від сердечного приступу 27 липня 1991 року. Похований в місті Магнітогорськ на Правобережному цвинтарі.

## Нагороди і звання
- Герой Соціалістичної Праці (28.06.1991)
- два ордени Леніна (29.04.1986, 28.06.1991)
- орден Трудового Червоного Прапора (2.03.1981)
- Державна премія СРСР (1975)
- Премія Ради Міністрів СРСР (1991)
- медалі
- нагрудний знак «Винахідник СРСР»
- Заслужений металург РРФСР (4.03.1991)